# متيجة

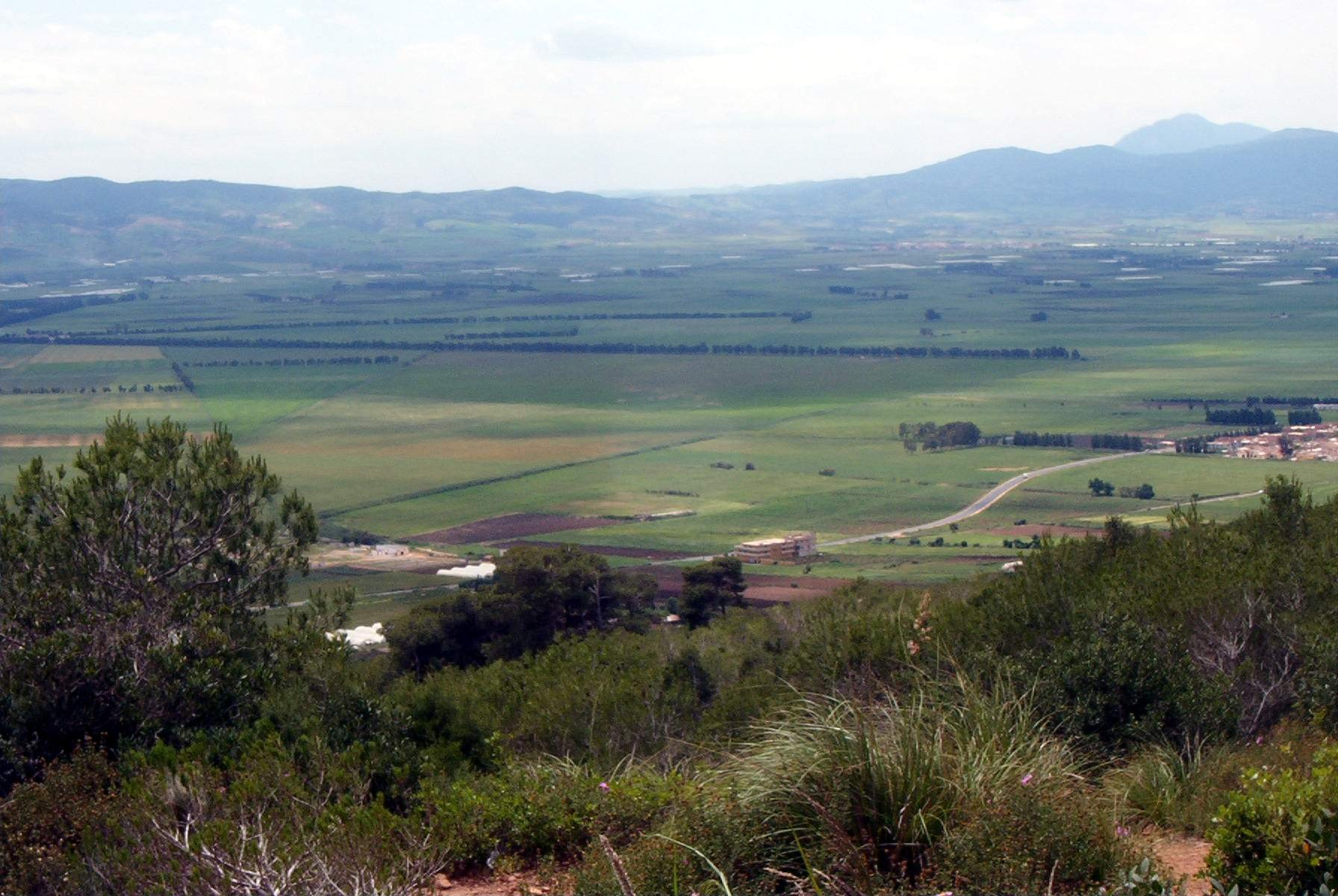
سهل متيجة

متيجة هي مجموعة سهول في المنطقة الوسطي من شمال الجزائر جنوبي العاصمة، طولها حوالي 100 كم في عرض 5 إلى 20 كم.

## جغرافيا
هو سهل يتربع على مساحة إجمالية تقدر بـ: 1300 كلم مربع .طوله من الشرق إلى الغرب يصل إلى 100 كلم ومن الشمال نحو الجنوب يتراوح بين 15 و 20 كيلومتر. يحده قبالة البحر تلال الساحل اين أعلى نقطة تصل إلى 268 متر ونحو الغرب يرتبط بجبل شنوة 905 متر فوق سطح البحر ثم يلتقي بهضبة فجانة من جهة الشمال الغربي ليتصل بجبال الأطلس.
السهل مسطح بدرجة انحدار خفيفة من الجنوب نحو الشمال لتصل إلى مستوى 50 متر عن سطح البحر. درجة الميل تصل كحد اعلي إلى خمسين 50 متر بين مدينة حمر العين و اخفض نقطة في بحيرة حلولة بالقرب من سيدي راشد. يتراوح معدل التساقط السنوي بين 700 و 800 ملم في السنة.
و قبل سنة 1830 كانت الكثافة السكانية تقدر بـ: 20 ساكن في الكيلومتر المربع
اقرب نقطة تسمح بصرف مياه الوديان غرب وادي مزفران تقع على بعد 40 كلمتر منه اين يسمح واد الناظور بصرف بعض من مياه أمطار المنطقة الغربية للسهل. يمكن حفر آبار على بعد 2 أو 3 امتار فقط من السطح وهذا بالقرب من بوركيكة وحمر العين وحجوط
متيجة إذن منطقة توجد بين جبال الأطلس التلي و بين التلال المطلة على البحر المتوسط. تلال تمنع أي منفذ بحري يسمح بمياه واد مراد وواد بوركيكة بالوصول إلى البحر، فيتكون بهذا بحيرات ومستنقعات على طول المنطقة الممتدة ما يسمى حاضرا سيدي عمار و وادي العلايق و هم ثلاثة منخفضات مائية رئيسية فالمنخفض الأول يسمح بتشكل بحيرة حلوله، المنخفض الثاني يتواجد بالقرب من حطاطبة و المنخفض الثالث فيوجد بالقرب من وادي العلايق ما يعرف الآن تسالة المرجة هذا في الجهة الغربية من السهل أما الجهة الشرقية فنجد وديان أكثر سيلان والتي تنبع من جبال الأطلس المتيجي وتجد منافذ بحرية سهلة لتصب فيها، فبسط الأرض واستوائها في نواحي الجزائر العاصمة و خاصة براقي وسيدي موسى والحراش لا يسمح بتشكيل المستنقعات أكثر من تلك المتواجدة في الجانب الغربي من السهل.

## تاريخ
و اشتهرت أيضا بأنها أول ميدان للمقاومة الشعبية المسلحة للجزائريين ضد الوجود الفرنسي التي عرفت فيما بعد بمقاومة متيجة.
كانت قبل الاحتلال الفرنسي عبارة عن مستنقعات مائية. قبل أن يحولها المعمرون الفرنسيون إلى مزارع للحمضيات والعنب، كما أنشؤوا بها حظائر لتربية الماشية وإنتاج الحليب ومشتقاته. وأوحى برتقال المنطقة لطبيب إسباني بصناعة مشروب اشتهر فيما بعد بـ أورونجينا.
شهدت في الفترة الأخيرة غزوا للعمران مما سبب نزيفا في الأراضي الصالحة للزراعة أثر على الإنتاج الفلاحي. ويحتضن السهل مدنا معروفة كالبليدة وبوفاريك و العفرون وغيرها.

## وصلات خارجية
- المقـاومـة في متيجـة 1830-1840 - عن موقع منظمة المجاهدين الجزائرية
- خريطة لسهل متيجة
- تضاريس متيجة (بالفرنسية)